# Federação dos Festivais Europeus de Cinema Fantástico

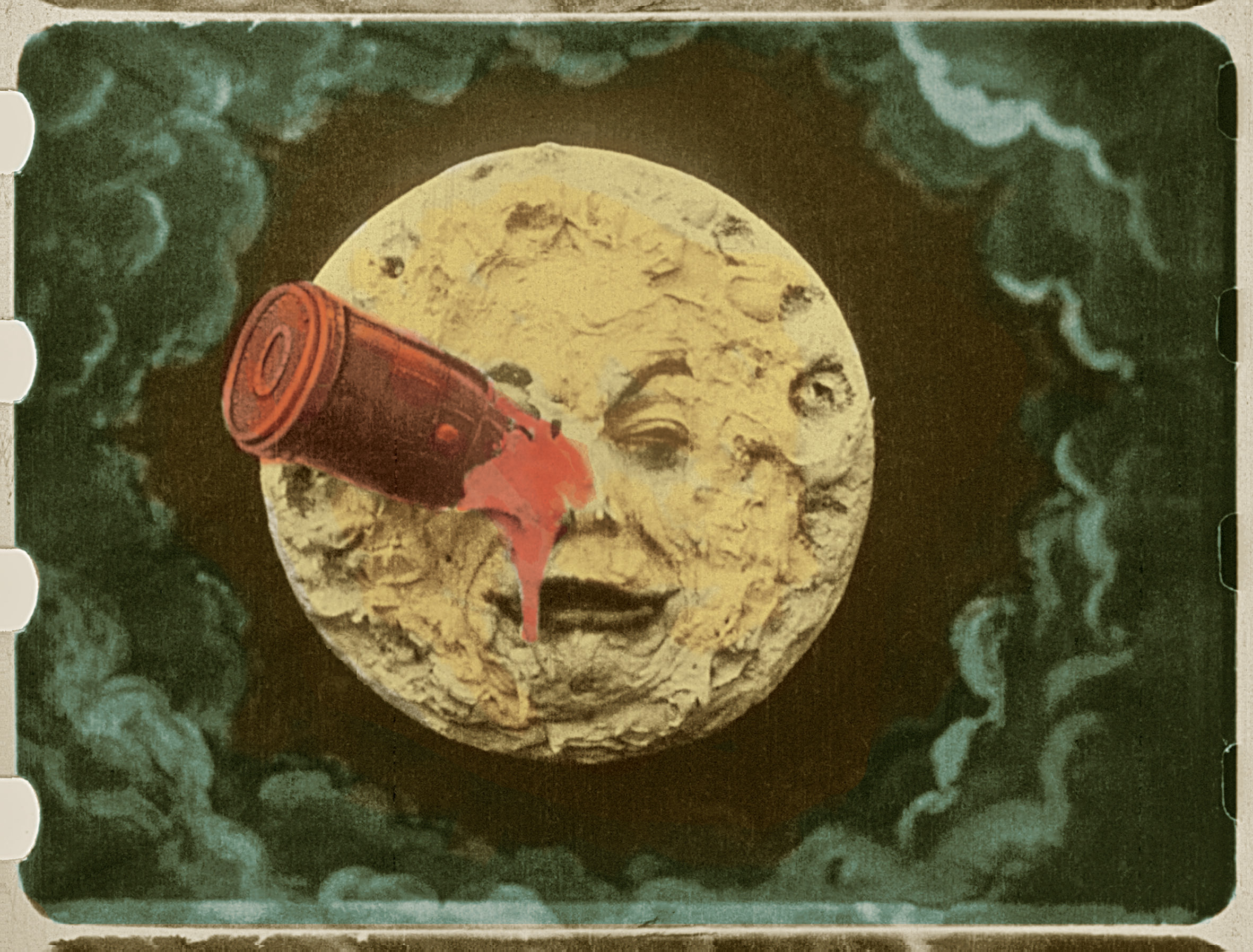
Moldura da única impressão colorida à mão sobrevivente do filme de 1902 de Georges Méliès, Uma Viagem à Lua.

A Federação dos Festivais Europeus de Cinema Fantástico (FFECF) (em inglêsː European Fantastic Film Festivals Federation (EFFFF)), criada em 1987, é uma organização de cinema com sede em Bruxelas, na Bélgica, dedicada a promover e apoiar o cinema europeu, especialmente os gêneros de fantasia, terror e ficção científica. Ernest Mathijs e Jamie Sexton descrevem-na como "a maior rede de culto baseada em fãs do continente", comparável em termos a World Science Fiction Convention, San Diego Comic-Con International, e Fangoria's Weekend of Horrors, embora seja menos comercial.
Através de parcerias com mais de 20 festivais de cinema independente em todo o mundo, a Federação dos Festivais Europeus de Cinema Fantástico patrocina a competição do Méliès de Ouro para o "Melhor Filme Europeu Fantástico", assim como o "Melhor Filme Asiático Fantástico".

## Méliès d'Or[3]
Desde 1996, a Federação dos Festivais Europeus de Cinema Fantástico tem premiado o Méliès d'Or (Méliès de Ouro) anual para o Melhor Filme Europeu Fantástico. A Variety classificou o Méliès d'Or como o "alto aplauso da Europa a imagens de horror". Os seguintes filmes receberam o prêmio:
- 1996: El Día de la Bestia (The Day of the Beast), dirigido por Álex de la Iglesia; Espanha[6]
- 1997: Tren de Sombras (Train of Shadows), dirigido por José Luis Guerín; Argentina[7]
- 1998: Photographing Fairies, dirigido por Nick Willing; Reino Unido[8]
- 1999: Los sin nombre (The Nameless), dirigido por Jaume Balagueró; Espanha[9]
- 2000: Besat (Possessed), dirigido por Anders Rønnow Klarlund; Dinamarca[10]
- 2001: Thomas est Amoureux (Thomas in Love), dirigido por Pierre-Paul Renders; Bélgica e França[11]
- 2002: Fausto 5.0, dirigido por Àlex Ollé, Isidro Ortiz e Carlos Padrisa; Espanha[12]
- 2003: De grønne slagtere (The Green Butchers), dirigido por Anders Thomas Jensen; Dinamarca[13]
- 2004/2005: Code 46, dirigido por Michael Winterbottom; Reino Unido[14]
- 2006: Adams æbler (Adam's Apples), dirigido por Anders Thomas Jensen; Dinamarca[15]
- 2007: Princess, dirigido por Anders Morgenthaler; Dinamarca e Alemanha[16]
- 2008: Låt den rätte komma in (Let the Right One In), dirigido por Tomas Alfredson; Suécia[17]
- 2009: Martyrs, dirigido por Pascal Laugier; França e Canadá[18]
- 2010: Buried, dirigido por Rodrigo Cortés; Espanha[5]
- 2011: Balada triste de trompeta (The Last Circus), dirigido por Alex de la Iglesia; Espanha e França[19]
- 2012ː Vanishing Waves, dirigido por Kristina Buozyte; Lituânia[20]
- 2013ː Au nom du fils (In the name of the son), dirigido por Vincent Lannoo; França e Bélgica[21]
- 2014ː Alleluia, dirigido por Fabrice Du Welz; França e Bélgica[22]
- 2015ː Ich seh, Ich seh (Goodnight Mommy), dirigido por Veronika Franz e Severin Fiala; Áustria[23]

## Festivais membros[24]

### Membros afiliados[25]
- Festival Internacional de Cinema Fantástico de Bruxelas, Bruxelas, Bélgica
- Imagine Film Festival, Amsterdã, Países Baixos
- Festival Internacional de Cinema Fantástico de Neuchâtel, Neuchâtel, Suíça
- Festival Europeu de Cinema Fantástico de Estrasburgo, Estrasburgo, França
- MOTELx - Festival Internacional de Cinema de Terror de Lisboa, Lisboa, Portugal
- Festival de Cinema de Sitges, Sitges, Espanha
- Festival Internacional de Cinema Fantástico de Lund, Lund, Suécia
- Festival Internacional de Cinema de Ficção Científica de Trieste, Trieste, Itália

### Membros aderentes[26]
- Festival de Cinema de Terror e Fantasia de Haapsalu, Haapsalu, Estônia
- Festival de Cinema Fantástico e Vinhos de Grossmann, Ljutomer, Eslovênia
- Festival de Cinema de Terror e Fantasia de San Sebastián, San Sebastián, Espanha
- Festival Court Métrange, Rennes, França
- Festival de Cinema de Terror de Molins de Rei, Molins de Rei, Espanha
- Festival de Cinema de Razor Reel Flanders, Bruges, Bélgica
- Festival de Terror de Abertoir, Aberystwyth, País de Gales
- FanCine Málaga - Festival de Cinema Fantástico, Málaga, Espanha

### Membros apoiadores[27]
- Festival de Cinema Fantástico de Porto Alegre (Fantaspoa), Porto Alegre, RS, Brasil
- Festival Internacional de Cinema Fantasia, Montreal, Canadá
- Festival Internacional de Cinema Fantástico de Bucheon, Bucheon, Coreia do Sul
- Fantastic Fest, Austin, Texas
- Mórbido Fest, Tabasco, México
- Festival de Cinema de Terror Screamfest, Hollywood, Los Angeles, Califórnia

## Ex-membros
- Cinénygma Luxembourg International Film Festival, Luxemburgo, Luxemburgo
- Dead by Dawn, Edimburgo, Escócia
- Espoo Ciné International Film Festival, Espoo, Finlândia
- Fantafestival, Roma, Itália
- Fantasporto, Porto, Portugal
- Horrorthon Film Festival, Dublin, Irlanda
- Leeds International Film Festival, Leeds, Inglaterra (?)
- FrightFest, Londres, Inglaterra (?)
- NatFilm Festival, Copenhague, Dinamarca
- Ravenna Nightmare Film Festival, Ravenna, Itália
- Riga International Fantasy Film Festival, Riga, Letônia
- Utopiales - Festival International de Science-Fiction de Nantes, Nantes, França